# BenQ-Siemens
A BenQ-Siemens foi a subsidiária de telecomunicações móveis da taiwanesa BenQ e da alemã Siemens AG entre 2005 e 2007.

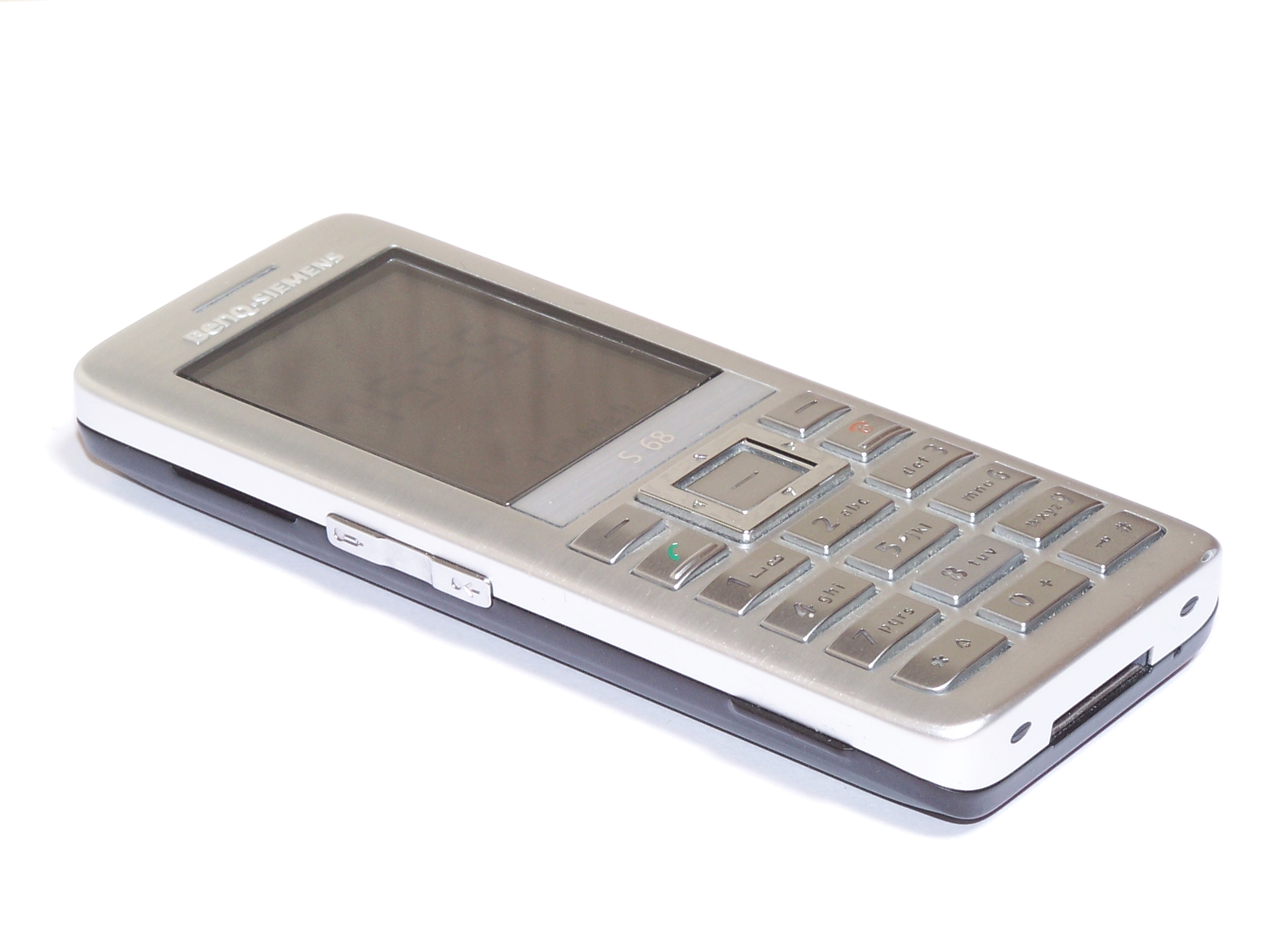
Celular BenQ-Siemens S68.

Proveniente da fusão com a até então decadente divisão de celulares da Siemens (Siemens Mobile) em outubro de 2005 e com licença de utilizar os direitos de comercialização dos produtos de telefonia celular por cinco anos sob a marca BenQ-Siemens, o objetivo da empresa era fundir a experiência e os designers da BenQ com o know-how da Siemens no ramo da engenharia eletroeletrônica para formar uma empresa líder de mercado. No primeiro ano, a promessa parecia ser atingível, pelo menos no que tangia ao design. Em 2006, a BenQ-Siemens ganhou a maioria dos prêmios no Prêmio iF de Design de Produtos, considerado o Oscar do design, e ganhou muitos outros no Red Dot Design Award.
Apesar da fusão ter criado a sexta maior fabricante de telefones celulares do mundo, a nova empresa não prosperou. Quase um ano após sua fundação, em 29 de setembro de 2006, a BenQ-Siemens pediu falência na Alemanha, gerando um debate ético no país que discutiu a possibilidade da BenQ ter se juntado à Siemens apenas para tomar posse de todas as suas patentes e propriedades intelectuais. Em 31 de dezembro do mesmo ano, a empresa encerrava suas atividades após ter lançado quase 30 modelos diferentes em um curto espaço de tempo.
Mesmo falida, a empresa ainda estampou 5 modelos de celulares em 2007, todos fabricados pela BenQ, agora separada da Siemens. Também em 2007, a unidade brasileira (BenQ Eletroeletrônica Ltda, mais tarde: Jutaí 661 Eletroeletrônica Ltda) foi vendida para os empresários Enzo Monzani e Conrado Will.2
O fim da BenQ-Siemens também marcou o final da fabricação de celulares e do setor de telefonia móvel da Siemens AG. Já a BenQ continuou fabricando smartphones com sua marca até 2013.